# Cylindrolobus
Cylindrolobus – rodzaj roślin z rodziny storczykowatych (Orchidaceae). Obejmuje 82 gatunki występujące w Azji Południowo-Wschodniej w takich krajach i regionach jak: Asam, Borneo, Kambodża, Chiny, wschodnie Himalaje, Indie, Jawa, Laos, Małe Wyspy Sundajskie, Malezja Zachodnia, Moluki, Mjanma, Nowa Gwinea, Filipiny, Sri Lanka, Celebes, Sumatra, Tajlandia, Tybet, Wietnam.

## Systematyka
Rodzaj sklasyfikowany do podplemienia Eriinae w plemieniu Podochileae, podrodzina epidendronowe (Epidendroideae), rodzina storczykowate (Orchidaceae), rząd szparagowce (Asparagales) w obrębie roślin jednoliściennych.
Wykaz gatunków
- Cylindrolobus alboluteus (Rolfe) J.J.Wood
- Cylindrolobus aliciae (Quisumb.) Suárez
- Cylindrolobus aporoides (Lindl.) Rauschert
- Cylindrolobus arunachalensis (A.N.Rao) A.N.Rao
- Cylindrolobus aurantiacus (Kraenzl.) J.J.Wood
- Cylindrolobus beccarianus (Kraenzl.) J.J.Wood
- Cylindrolobus benchaii J.J.Wood & A.Lamb
- Cylindrolobus benmabantae Cabactulan, Cootes, M.Leon & R.B.Pimentel
- Cylindrolobus bidupensis (Gagnep.) Schuit., Y.P.Ng & H.A.Pedersen
- Cylindrolobus biflorus (Griff.) Rauschert
- Cylindrolobus brachystachyus (Rchb.f.) Rauschert
- Cylindrolobus burleyi (Ormerod) J.J.Wood
- Cylindrolobus carneus (J.J.Sm.) J.J.Wood
- Cylindrolobus carunculosus (Gagnep.) Schuit., Y.P.Ng & H.A.Pedersen
- Cylindrolobus chienii Vuong, Aver., V.C.Nguyen & T.T.D.Pham
- Cylindrolobus clavicaulis (Wall. ex Lindl.) Rauschert
- Cylindrolobus clemensiorum (Ormerod) J.J.Wood
- Cylindrolobus compressus (Blume) D.Dietr.
- Cylindrolobus cootesii (D.P.Banks) Suárez
- Cylindrolobus cristatus (Rolfe) S.C.Chen & J.J.Wood
- Cylindrolobus cyrtosepalus (Schltr.) Schuit., Y.P.Ng & H.A.Pedersen
- Cylindrolobus dacrydium (Gagnep.) Schuit., Y.P.Ng & H.A.Pedersen
- Cylindrolobus datuguinae Naive, M.Leon & Buenavista
- Cylindrolobus dentrecasteauxii (Kraenzl.) Schuit., Y.P.Ng & H.A.Pedersen
- Cylindrolobus dilutus (Ridl.) Schuit., Y.P.Ng & H.A.Pedersen
- Cylindrolobus distichophylloides P.O'Byrne & Gokusing
- Cylindrolobus elatus J.J.Wood
- Cylindrolobus elisheae (P.O'Byrne) J.J.Wood
- Cylindrolobus erythrostictus (Ridl.) Rauschert
- Cylindrolobus exappendiculatus (J.J.Sm.) Rauschert
- Cylindrolobus fastigiatifolius (Ames) Suárez
- Cylindrolobus fimbrilobus (J.J.Sm.) Schuit., Y.P.Ng & H.A.Pedersen
- Cylindrolobus foetidus (Aver.) Schuit., Y.P.Ng & H.A.Pedersen
- Cylindrolobus glabriflorus X.H.Jin & J.D.Ya
- Cylindrolobus glandulifer (Deori & Phukan) A.N.Rao
- Cylindrolobus gloensis (Ormerod & Agrawala) Schuit., Y.P.Ng & H.A.Pedersen
- Cylindrolobus gretcheniae (Ormerod) Schuit., Y.P.Ng & H.A.Pedersen
- Cylindrolobus hallieri (J.J.Sm.) Rauschert
- Cylindrolobus hegdei (Agrawala & H.J.Chowdhery) A.N.Rao
- Cylindrolobus jensenianus (J.J.Sm.) Rauschert
- Cylindrolobus kalabakanensis J.J.Wood & A.Lamb
- Cylindrolobus kalelotong (P.O'Byrne & J.J.Verm.) Schuit., Y.P.Ng & H.A.Pedersen
- Cylindrolobus kandarianus (Kraenzl.) Rauschert
- Cylindrolobus kenejianus (Schltr.) Rauschert
- Cylindrolobus khasianus (Lindl.) Ormerod & C.S.Kumar
- Cylindrolobus korinchensis (Ridl.) Schuit., Y.P.Ng & H.A.Pedersen
- Cylindrolobus lactiflorus (Aver.) Vuong, Aver. & V.C.Nguyen
- Cylindrolobus lamonganensis (Rchb.f.) Schuit., Y.P.Ng & H.A.Pedersen
- Cylindrolobus leptocarpus (Hook.f.) J.J.Wood
- Cylindrolobus leucanthus (Ridl.) Rauschert
- Cylindrolobus lindleyi (Thwaites) Ormerod & C.S.Kumar
- Cylindrolobus linearifolius (Merr.) J.J.Wood
- Cylindrolobus lohitensis (A.N.Rao, Harid. & S.N.Hedge) A.N.Rao
- Cylindrolobus longerepens (Ridl.) Rauschert
- Cylindrolobus longissimus (Ames & Quisumb.) J.J.Wood
- Cylindrolobus longpasiaensis J.J.Wood & A.Lamb
- Cylindrolobus marginatus (Rolfe) S.C.Chen & J.J.Wood
- Cylindrolobus megalophus (Ridl.) Schuit., Y.P.Ng & H.A.Pedersen
- Cylindrolobus microbambusa (Kraenzl.) Schuit., Y.P.Ng & H.A.Pedersen
- Cylindrolobus motuoensis X.H.Jin & J.D.Ya
- Cylindrolobus mucronatus (Lindl.) Rauschert
- Cylindrolobus neglectus (Ridl.) J.J.Wood
- Cylindrolobus nutans (Lindl.) J.J.Wood
- Cylindrolobus oliviacamposiae Naive, Mabanta & Cootes
- Cylindrolobus paitanensis P.O'Byrne & Gokusing
- Cylindrolobus pauciflorus (Wight) Schuit., Y.P.Ng & H.A.Pedersen
- Cylindrolobus perspicabile (Ames) Suárez
- Cylindrolobus pinguis (Ridl.) Rauschert
- Cylindrolobus pseudoclavicaulis (Blatt.) Schuit., Y.P.Ng & H.A.Pedersen
- Cylindrolobus pseudorigidus (Ormerod) Schuit., Y.P.Ng & H.A.Pedersen
- Cylindrolobus puakensis (Ormerod) J.J.Wood
- Cylindrolobus quadricolor (J.J.Sm.) Rauschert
- Cylindrolobus rhodoleucus (Schltr.) Brieger
- Cylindrolobus tenuicaulis (S.C.Chen & Z.H.Tsi) S.C.Chen & J.J.Wood
- Cylindrolobus truncatus (Lindl.) Rauschert
- Cylindrolobus uniflorus (J.J.Wood) Y.P.Ng & P.O'Byrne
- Cylindrolobus uninodus P.O'Byrne & J.J.Verm.
- Cylindrolobus validus (Lindl.) Rauschert
- Cylindrolobus verruculosus (J.J.Sm.) Rauschert
- Cylindrolobus virginalis (Schltr.) Rauschert
- Cylindrolobus warianus (Schltr.) Brieger
- Cylindrolobus warnementiae (Ormerod) J.J.Wood